# Office des Routes
 (février 2025).
Si vous disposez d'ouvrages ou d'articles de référence ou si vous connaissez des sites web de qualité traitant du thème abordé ici, merci de compléter l'article en donnant les références utiles à sa vérifiabilité et en les liant à la section « Notes et références ».
L’Office des routes « O-R » est un établissement public de la république démocratique du Congo (RDC) chargé de la gestion, de l’entretien, de la réhabilitation et du développement du réseau routier national. Créé pour répondre aux besoins croissants en infrastructures routières et améliorer la mobilité à travers le pays, l’OR joue un rôle fondamental dans le développement économique et social de la RDC.

## Historique
L’Office des routes a été institué dans le cadre des réformes gouvernementales visant à améliorer la gestion des infrastructures routières. Avant sa création, plusieurs organismes étaient chargés de l’entretien du réseau routier, mais les difficultés structurelles et financières ont conduit à la nécessité de centraliser cette gestion sous une seule entité publique spécialisée. L’OR est ainsi devenu l’acteur principal chargé de la mise en œuvre des politiques nationales en matière de routes et de transport terrestre,,.

## Direction
Depuis septembre 2022, l’Office des routes est dirigé par Jeanneau Kikangala Ngoy, nommé directeur général.

## Missions et attributions
L’Office des routes a pour mission principale d’assurer l’entretien et la modernisation des infrastructures routières en République démocratique du Congo. Ses attributions comprennent,,:
- La planification et la mise en œuvre des travaux de construction, de réhabilitation et d’entretien des routes nationales et provinciales ;
- La gestion et la supervision des projets routiers financés par l’État et les partenaires internationaux ;
- L’élaboration des études techniques et la mise en place de stratégies pour la modernisation du réseau routier ;
- Le suivi et l’évaluation de l’état des routes et des infrastructures connexes ;
- La coordination avec les acteurs locaux et internationaux pour garantir une meilleure gestion des ressources destinées aux infrastructures routières.

## Organisation et fonctionnement
L’Office des routes est une entité placée sous la tutelle du ministère des Infrastructures et Travaux Publics. Il dispose d’une structure hiérarchique comprenant, :
- Une direction générale chargée de l’administration, de la coordination et du suivi des projets ;
- Des directions provinciales responsables de l’entretien et de la mise en œuvre des politiques routières dans les différentes régions du pays ;
- Des départements techniques spécialisés dans l’ingénierie, l’audit et la gestion des infrastructures ;
- Un réseau de partenariats avec des institutions nationales et internationales dans le cadre du financement et de l’exécution des projets.